# BBC De Westhoek Zwevezele
BBC De Westhoek Zwevezele is een Belgische basketbalclub uit Zwevezele. De club is aangesloten bij de Vlaamse Basketballiga met nummer 1363 en heeft groen en wit als kleuren. Zwevezele speelt in de Tweede nationale klasse en werkt zijn thuiswedstrijden af in de gemeentelijke sporthal. Ook in de provinciale reeksen heeft de club een aantal ploegen.

## Geschiedenis
De club speelde lang in de lagere reeksen, maar in het begin van de 21ste eeuw klom men op in de nationale reeksen. In 2007 bereikte men Tweede Klasse. De club stootte verder door en in 2010 haalde men al in Tweede Nationale de play-offs, waar men de finale won van Kangoeroes-Boom. Dit gaf de club in principe recht op promotie naar de Ethias League, het hoogste niveau. Zwevezele vroeg daarvoor echter geen licentie aan en bleef in Tweede Nationale. De opmars zorgde voor een uitbreiding van de club bij de jeugd. Het seizoen 2011-12 was het laatste voor de club in Tweede Klasse. Vanaf 2012 trad de club in Tweede Provinciale, waar men in 2013 na een titel al promoveerde. Vanaf 2013-2014 trad men aan in een vernieuwde infrastructuur naast de vroegere zaal.
| jaar      | eerste ploeg                      | tweede ploeg                |
| --------- | --------------------------------- | --------------------------- |
| 2003-2004 | 1e provinciale                    | 3e provinciale (11e plaats) |
| 2004-2005 | 1e provinciale (kampioen)         | 3e provinciale (6e plaats)  |
| 2005-2006 | 1e landelijke (kampioen)          | (?)                         |
| 2006-2007 | 3e nationale (2e plaats-promotie) | 3e provinciale (14e plaats) |
| 2007-2008 | 2e nationale (10e plaats)         | geen ploeg                  |
| 2008-2009 | 2e nationale (5e plaats)          | 4e provinciale (kampioen)   |
| 2009-2010 | 2e nationale (kampioen)           | 3e provinciale (kampioen)   |
| 2010-2011 | 2e nationale (3e plaats)          | 2e provinciale (10e plaats) |
| 2011-2012 | 2e nationale (9e plaats)          | 2e provinciale (4e plaats)  |
| 2012-2013 | 2e provinciale (kampioen)         | geen ploeg                  |
| 2013-2014 | 1e provinciale                    | 4e provinciale              |